# Padliniec pospolity

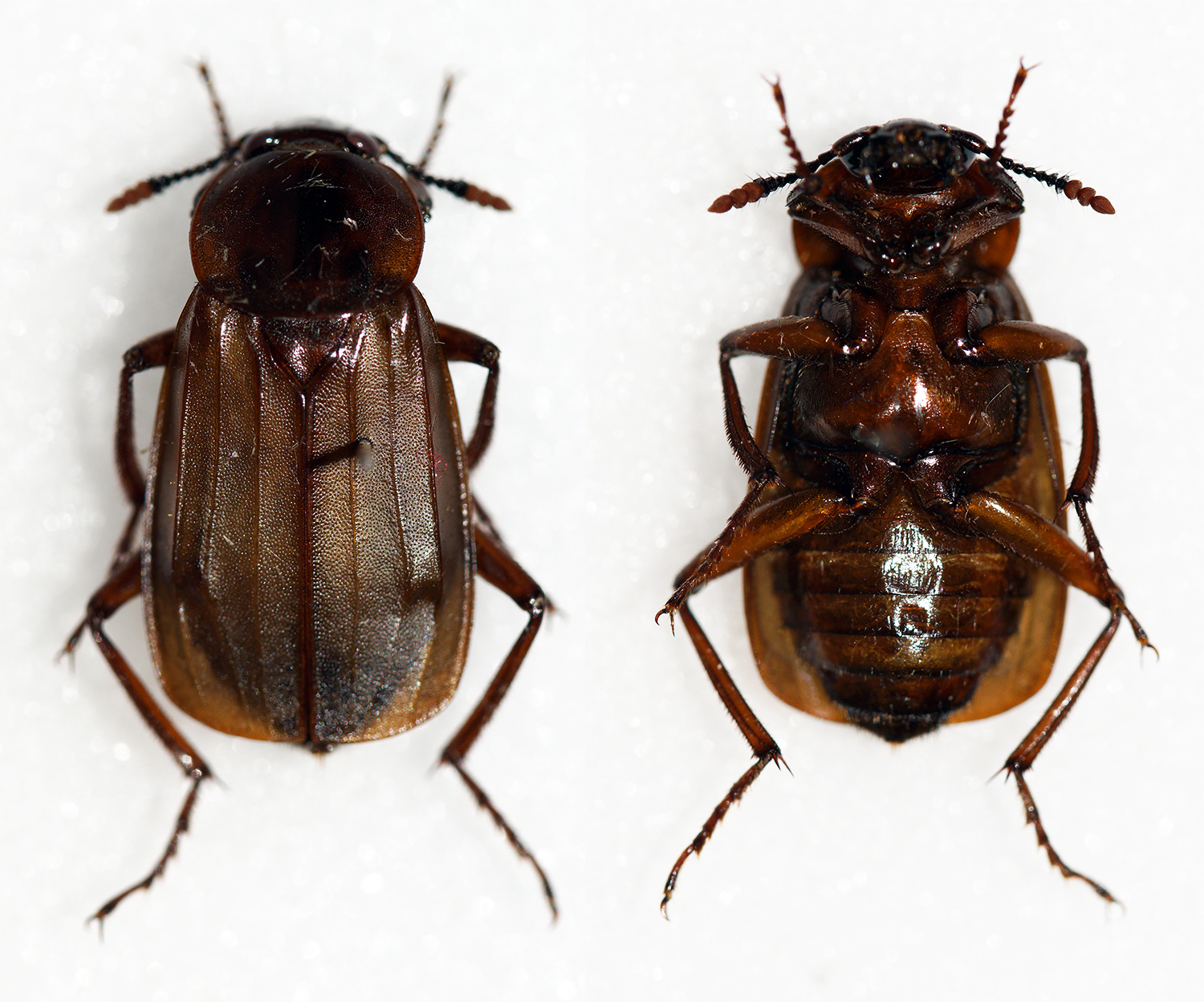
Brązowa aberacja padlińca

Padliniec pospolity (Necrodes littoralis) – gatunek chrząszcza z rodziny omarlicowatych.
Chrząszcz o ciele długości od 16 do 25 mm. Ubarwiony czarno z pomarańczowoczerwonymi trzema ostatnimi członami czułków. Rzadziej spotyka się osobniki o zabarwieniu brązowym. Przedplecze ma owalne, o podgięciach boków nieprzykrywających przetchlinki przedtułowia. Pokrywy gęsto punktowane, nienakrywające całego odwłoka. Samiec różni się od samicy silnie zgrubiałymi udami tylnej pary odnóży.
Owad padlinożerny. Znany z całej Europy, w tym Polski.